# ホッピコプター
ホッピコプター
アリゾナ州のピマ航空宇宙博物館に展示されているペンテコステ HX-1 ホッピコプター
- 用途：バックパック・ヘリコプター
- 製造者：Hoppi-Copters Inc.
- 初飛行：1940年代

ホッピコプターまたはホッピヘリコプター（英語: Hoppi-Copter）は、1940年代にホレース・T・ペンテコステによって設立されたHoppi-Copters Inc.によって開発された機能的なバックパック・ヘリコプター。オリジナルのホッピコプターは、電動バックパックに取り付けられたポール上の2つの逆回転ローターで構成されている。飛行は可能であったが、制御が非常に困難であった。
その後、ホッピコプターのプロトタイプには、パイロットが座った状態のバージョンが含まれ、逆回転ローターを保持してテールローターを不要にしたものの、事実上、より従来型の設計のミニチュアワンマンヘリコプターであった。英国供給省は、102モデルと104モデルに関心を持っていたが商業的に採用されたものはなかった。

## バリアント
ペンテコステ HX-1 ホッピコプター（ホッピコプター100）
オリジナルのバックパックバージョン。
ホッピコプター101
シートと着陸装置を装備し、さらに開発が必要であることが証明された。
ホッピコプター102
フレーム付き、パイロット用シート付き。
ホッピコプター103
102と同等で、より強力なエンジンとわずかに大きいローター直径で軽量化されている。
ホッピコプター104
103のように、ローターの直径はさらに大きくなる。
ホッピコプター ホタル

## 仕様（ホッピコプター102）
General characteristics
- Crew: One
- Empty weight: 173 lb (78 kg)
- Gross weight: 363 lb (165 kg)
- Powerplant: 1 × Unknown 750 cm3 (46 cu in) two stroke flat twin, 35 hp (26 kW)   at 4,500 rpm; 9.1:1 reduction gearing to rotors
- Main rotor diameter: 2 × 16 ft (4.9 m)
- Main rotor area: 402 sq ft (37.3 m2) total

Performance
- Maximum speed: 96 mph (154 km/h, 83 kn) all performance figures estimated
- Endurance: 1 hr at cruising speed
- Service ceiling: 12,000 ft (3,700 m) hover
- Disk loading: 1.8 lb/sq ft (8.8 kg/m2)